# Piscine Joséphine-Baker
 (juillet 2014).
Si vous disposez d'ouvrages ou d'articles de référence ou si vous connaissez des sites web de qualité traitant du thème abordé ici, merci de compléter l'article en donnant les références utiles à sa vérifiabilité et en les liant à la section « Notes et références ».
La piscine Joséphine-Baker est l'une des 39 piscines municipales parisiennes. Elle est située port de la Gare, le long du quai François Mauriac, dans le 13e arrondissement. Baptisée en l'honneur de l'artiste Joséphine Baker, elle a ouvert ses portes au public en juillet 2006.
Ce site est desservi par la station de métro Quai de la Gare.

## Histoire
La piscine Joséphine Baker ouvre en juillet 2006, à la suite de la création de « Paris Plages ». Comme la piscine Deligny, aujourd'hui coulée, la piscine Joséphine Baker est une piscine flottante, amarrée au port de la Gare, au pied de la bibliothèque François-Mitterrand, dans le 13e arrondissement. 
Après avoir été victime d'un incendie fin 2006, puis ayant failli couler à la suite d'une erreur de manipulation lors d'une opération de maintenance en novembre 2007, la piscine est restée fermée pendant plusieurs mois, avant de finalement rouvrir le 21 juillet 2008.

## Description
La piscine est une structure en verre et acier imaginée par l'architecte Robert de Busni. Elle est maintenue à flot par vingt flotteurs métalliques. L'été, son toit peut s'ouvrir de façon à transformer les deux bassins en piscine en plein air. La plate-forme mesure 90 mètres sur 20 mètres et la piscine 25 mètres sur 10 mètres. Elle dispose d'un solarium. Il y a également une pataugeoire de 50 mètres carrés réservée aux enfants.
En plus des bassins, deux solariums de 500 mètres carrés et un espace de remise en forme sont à la disposition des nageurs. L'ensemble du complexe est entièrement accessible aux personnes handicapées.